# دينو دي مارتن
دينو دي مارتن (بالإيطالية: Dino De Martin)‏ هو متزلج جماعي إيطالي، ولد في 1 فبراير 1921.

## وصلات خارجية
- دينو دي مارتن على موقع اللجنة الأولمبية الدولية (الإنجليزية)
- دينو دي مارتن على موقع أوليمبيديا (الإنجليزية)